# Donnini (cognome)
Donnini è un cognome di lingua italiana.

## Varianti
Il cognome non presenta varianti.

## Origine e diffusione
Cognome tipicamente centro-meridionale, è presente prevalentemente in Emilia-Romagna e Toscana.
Potrebbe derivare da un diminutivo di Dominus, "Signore". È affine al cognome Domenico.

## Persone
- Piero Donnini – politico italiano
- Girolamo Donnini – pittore italiano